# Albert I van Monaco
Albert I Honorius Karel Grimaldi (Parijs, 13 november 1848 — aldaar, 26 juni 1922) was vorst van Monaco van 1889 tot 1922. Hij was de zoon van Karel III en Antoinette van Merode.

## Biografie

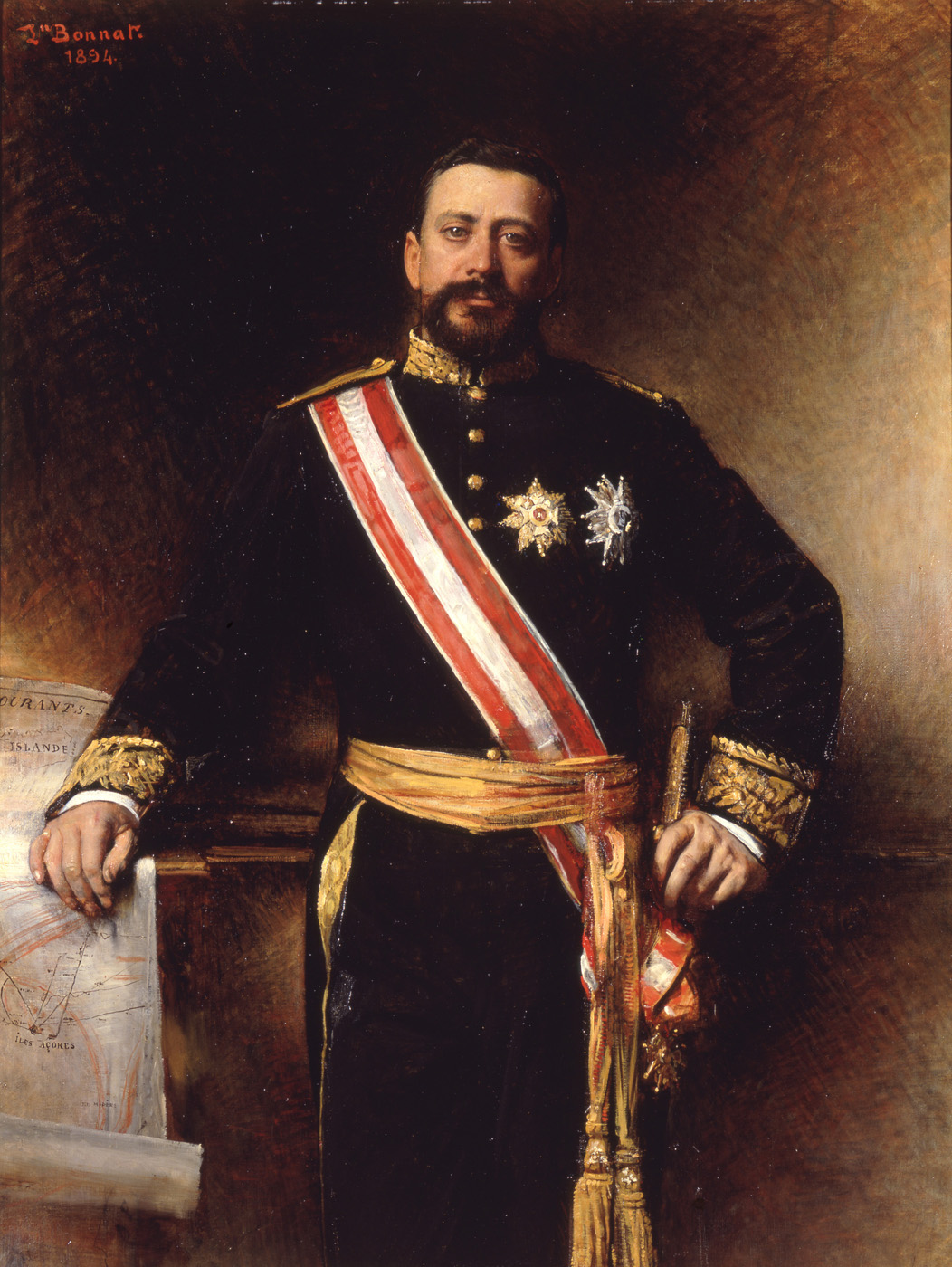
Albert I van Monaco
(1894), Léon Bonnat, Prinselijk paleis van Monaco

Als jonge man trad prins Albert in dienst bij de Spaanse marine, maar tijdens de Frans-Duitse Oorlog diende hij bij de Franse marine. Hiervoor werd hij opgenomen in het Legioen van Eer.
Op 22-jarige leeftijd kreeg hij interesse in de relatief jonge wetenschap der oceanografie. Na een aantal jaren van studie ontwikkelde hij verschillende meetinstrumenten, onderzoekstechnieken en kaarten. In 1902 schreef hij zijn memoires onder de titel La carrière d'un navigateur. In 1906 stichtte hij in Parijs het Institut Océanographique en in 1910 het Oceanografisch Instituut in Monaco-Ville, waarin zich onder meer een aquarium, museum en bibliotheek bevinden.
Naast de oceanografie legde Albert ook een grote interesse in de oorsprong van de mensheid aan de dag. Zo richtte hij in Parijs het Institut Paleontologie Humaine op en in Monaco het Musée d'Anthropologie préhistorique de Monaco. Wereldwijd werd hij voor zijn wetenschappelijke werk erkend en onderscheiden. Hij was lid van de British Academy en in 1920 kreeg hij een gouden medaille van de American Academy of Science.
Prins Albert was ook pacifist en stichtte mee het Institut International de la Paix.
In 1911 schonk de vorst de Monegasken een grondwet. In de praktijk betekende dit echter niet veel en in feite bleef Monaco een autocratie. Na het uitbreken van de Eerste Wereldoorlog werd de grondwet zelfs weer opgeschort.

## Huwelijken en kinderen
Prins Albert huwde tweemaal. Voor de eerste keer op 21 september 1869 op Château de Marchais met Mary Victoria Hamilton (Londen, 11 december 1850 – Boedapest, 14 mei 1922). Uit dit huwelijk werd een zoon geboren:
- Lodewijk (Baden-Baden, 12 juli 1870 – Monaco-Ville, 9 mei 1949), vorst van Monaco van 1922 tot 1949.

Het huwelijk was niet erg gelukkig en na de geboorte van haar zoon verliet Mary Victoria Monaco definitief. In 1880 werd de scheiding uitgesproken.
Op 30 oktober 1889, twee maanden nadat hij zijn vader was opgevolgd als vorst van Monaco, huwde hij te Parijs met Marie Alice Heine (New Orleans, 10 februari 1858 - Parijs, 22 december 1925), weduwe van de hertog van Richelieu. Wegens de affaire van zijn vrouw met de componist Isidore de Lara in 1902 scheidde het paar, hoewel het huwelijk nooit officieel ontbonden werd.
Reinier I · Karel I, Anton, Reinier II en Gabriël · Lodewijk en Jan I · Lodewijk · Ambrosius en Jan I · Jan I · Catalanus · Claudine · Lambert · Jan II · Lucianus · Augustinus · Honorius I · Karel II · Hercules · Honorius II · Lodewijk I · Anton I · Louise Hippolyte · Jacobus I · Honorius III · Honorius IV · Honorius V · Florestan I · Karel III · Albert I · Lodewijk II · Reinier III · Albert II